# Hvidvinget måge
Hvidvinget måge (Larus glaucoides) er en fugleart i familien mågefugle, der især yngler ved Grønlands og det nordøstlige Canadas kyster. Arten har et vingefang på cirka 135 centimeter.